# St. Georg (Soest)

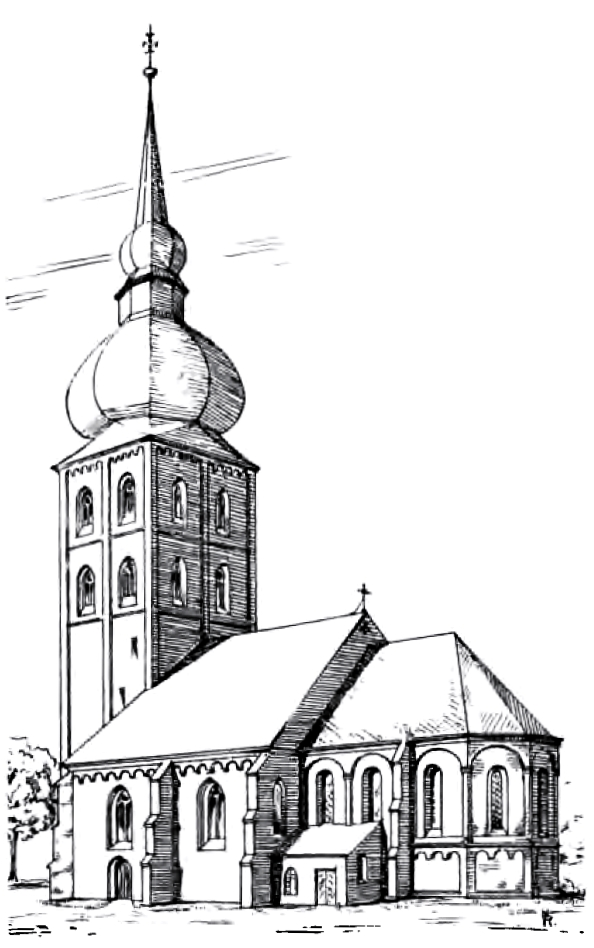
Zeichnung der ehemaligen Kirche St. Georg

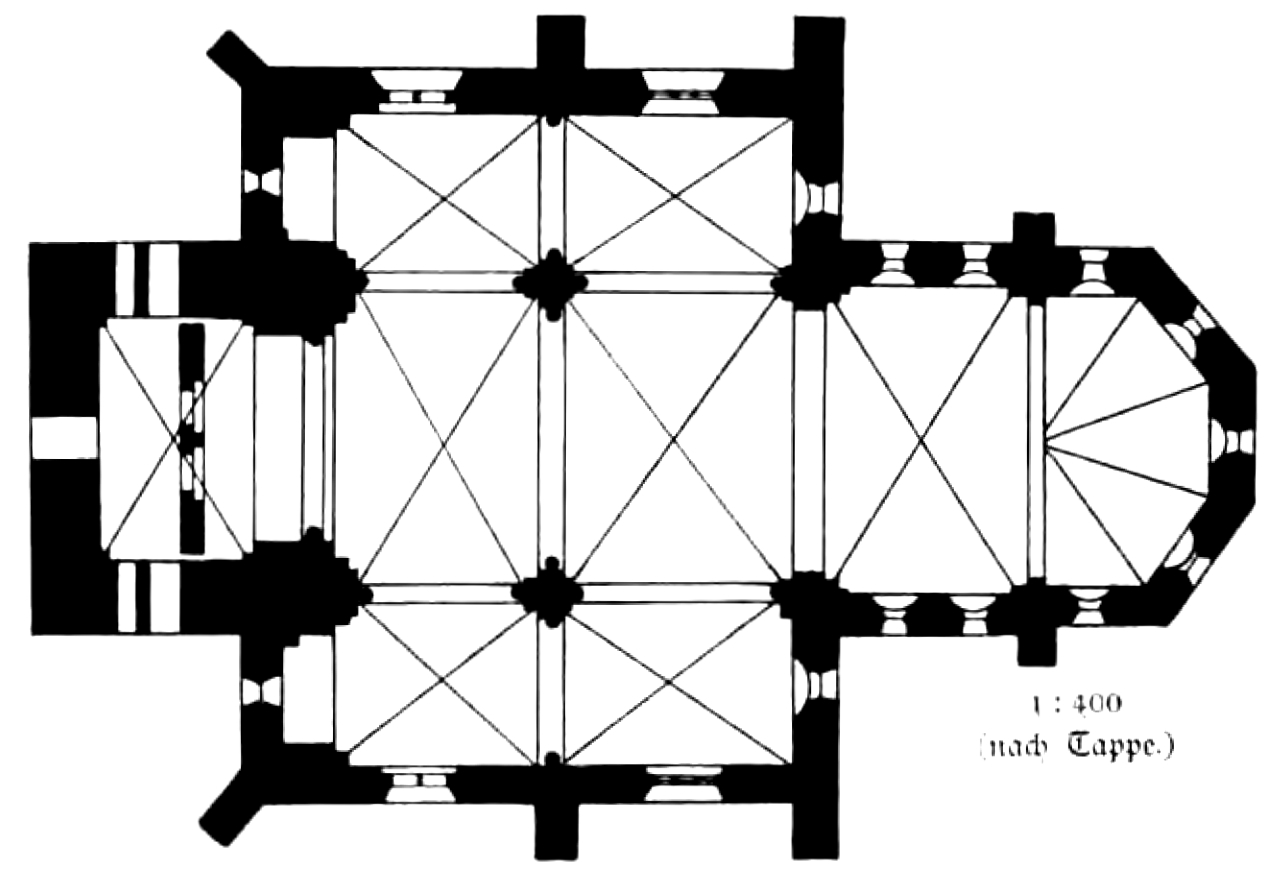
Grundriss

Die ehemalige Kirche St. Georg war ursprünglich eine katholische Pfarrkirche und nach der Reformation eine evangelische Kirche in Soest im Kreis Soest (Nordrhein-Westfalen).

## Geschichte
Der Kölner Erzbischof Philipp von Heinsberg teilte 1180 die Stadt Soest, die zu Köln gehörte, in sechs Pfarreien ein. Die Pfarreibezirke entsprachen in etwa den Hofen der Stadt. Die Nordhofe wurde in zwei Pfarrbezirke, nämlich St. Georg und St. Maria zur Wiese, eingeteilt. In der nachreformatorischen Zeit wurde St. Georg, ebenso wie die Kirche Maria zur Wiese, evangelisch. Soest war zu Beginn des 19. Jahrhunderts von einer einstmals blühenden mittelalterlichen Hansestadt zu einer kleinen verarmten Landstadt geworden. Etliche der vielen Kirchen verfielen, so auch die Georgskirche, und konnten nicht mehr unterhalten werden. Im Jahr 1822 wurde beschlossen, die St.-Georgs-Kirche abzubrechen und die Gemeinde mit der Wiesengemeinde zu vereinigen. Der Zusammenschluss der Gemeinden sollte allerdings, wie in der Vereinigungsakte festgelegt wurde, nicht sofort, sondern erst nach dem Tod eines der beiden Prediger vollzogen werden. Die Kirche wurde 1823 abgerissen. An ihrer Stelle, an der Ostseite des Marktplatzes, wurde aus den Abbruchsteinen das Gesellschaftshaus Ressource gebaut.

## Architektur
Der Kirchenbau von St. Georg stellte eine zweijochige Hallenkirche in der unmittelbaren Nachfolge der Soester Hohnekirche dar, versehen mit einem eingezogenen Westturm. Im Osten schloss der Bau mit einer strebepfeilerlosen polygonalen Apsis, die Vorbilder des rheinischen Übergangsstils verarbeitete. Der breitgelagerte Hallenraum war durch schwere Kreuzgratgewölbe über einem Bündelpfeilerpaar bestimmt. Zusammen mit der Hohnekirche steht die Kirche am Anfang der Entwicklungslinie der westfälischen Hallenkirche. Die Kirche wurde in einer späteren Bauphase mit gotischen Maßwerkfenstern versehen. Sehr originell war der Durchgang durch das Erdgeschoss des Turmes von Süd nach Nord. 
Möglicherweise aus der abgebrochenen Georgskirche stammt die Statue eines Ritterheiligen aus dem mittleren 13. Jahrhundert.